# Bricoma
 (janvier 2016).
Bricoma est une entreprise marocaine spécialisée dans la vente d'articles de Bricolage.
Lancée en 2004, l'entreprise dispose de 19 magasins Bricoma en 2018 dont la superficie totale atteint 54 000 m2, répartis sur 16 villes du Maroc. La moyenne de surface des points de vente de Bricoma varie de 3 000 m2 à 4 000 m2, l'enseigne ambitionne d'atteindre 25 magasins d'ici 2025.
Elle est détenue par la famille Filali Chahad.